# Allantonectria miltina
Allantonectria miltina är en svampart som först beskrevs av Jean François Montagne, och fick sitt nu gällande namn av Weese 1910. Allantonectria miltina ingår i släktet Allantonectria och familjen Nectriaceae.   Inga underarter finns listade i Catalogue of Life.